# Видидальстунгюкиркья
Видидальстунгюкиркья (исл. Víðidalstungukirkja) — лютеранская церковь (кирха) в деревне Видидальстунга на севере Исландии. Здание расположено в живописной долине Видидаль.
Строительство храма было завершено к 1889 году. Внутреннее убранство церкви примечательно тем, что было расписано известным исландским художником Аусгримуром Йоунсоном в 1916 году.
Зал кирхи рассчитан на 100 мест. Рядом с ней находится небольшое кладбище.